# The Sax
De Sax is een gepland complex van twee moderne woontorens in Rotterdam. Het is nog niet bekend wanneer de bouw start. Het gebouw is ontworpen door het Rotterdamse architectenbureau MVRDV.
De torens die de namen Havana en Philadelphia krijgen, zullen worden gebouwd op de Kop van Zuid. De hoogste toren (Havana) zal een hoogte hebben van 182 meter. Philadelphia wordt 107 meter hoog. In het gebouw zullen 912 appartementen en verscheidene commerciële ruimtes te vinden zijn.